# Unione Sportiva Triestina 1979-1980
Questa voce raccoglie le informazioni riguardanti l'Unione Sportiva Triestina nelle competizioni ufficiali della stagione 1979-1980.

## Rosa
| N. |                   | Ruolo | Calciatore           |
| -- | ----------------- | ----- | -------------------- |
|    | Italia (bandiera) | P     | Luciano Bartolini    |
|    | Italia (bandiera) | P     | Maurizio Grigollo    |
|    | Italia (bandiera) | D     | Maurizio Carlo       |
|    | Italia (bandiera) | D     | Alessandro Lucchetta |
|    | Italia (bandiera) | D     | Giuseppe Mascheroni  |
|    | Italia (bandiera) | D     | Massimo Prevedini    |
|    | Italia (bandiera) | D     | Francesco Schiraldi  |
|    | Italia (bandiera) | C     | Nereo Francini       |
|    | Italia (bandiera) | C     | Angelo Giglio        |
|    | Italia (bandiera) | C     | Roberto Lenarduzzi   |
|    | Italia (bandiera) | C     | Giorgio Magnocavallo |
|    | Italia (bandiera) | C     | Andrea Mitri         |

| N. |                   | Ruolo | Calciatore        |
| -- | ----------------- | ----- | ----------------- |
|    | Italia (bandiera) | C     | Guido Quadrelli   |
|    | Italia (bandiera) | C     | Sergio Politti    |
|    | Italia (bandiera) | C     | Massimo Scarel    |
|    | Italia (bandiera) | C     | Mark Strukelj     |
|    | Italia (bandiera) | C     | Ermanno Tomei     |
|    | Italia (bandiera) | A     | Armando Coletta   |
|    | Italia (bandiera) | A     | Fulvio Franca     |
|    | Italia (bandiera) | A     | Antonio Geissa    |
|    | Italia (bandiera) | A     | Angelo Paina      |
|    | Italia (bandiera) | A     | Tiziano Panozzo   |
|    | Italia (bandiera) | A     | Riccardo Paolucci |

## Risultati

### Serie C1

#### Girone di andata
| 30 settembre 1979 1ª giornata | Triestina | 1 – 0 | Forlì |  |

| 7 ottobre 1979 2ª giornata | Alessandria | 1 – 1 | Triestina |  |

| 14 ottobre 1979 3ª giornata | Triestina | 2 – 1 | Fano |  |

| 21 ottobre 1979 4ª giornata | Biellese | 0 – 0 | Triestina |  |

| 28 ottobre 1979 5ª giornata | Triestina | 1 – 0 | Reggiana |  |

| 4 novembre 1979 6ª giornata | Rimini | 0 – 0 | Triestina |  |

| 11 novembre 1979 7ª giornata | Triestina | 3 – 1 | Mantova |  |

| 18 novembre 1979 8ª giornata | Triestina | 0 – 0 | Treviso |  |

| 25 novembre 1979 9ª giornata | Varese | 2 – 0 | Triestina |  |

| 2 dicembre 1979 10ª giornata | Triestina | 1 – 1 | Cremonese |  |

| 9 dicembre 1979 11ª giornata | Sanremese | 1 – 1 | Triestina |  |

| 16 dicembre 1979 12ª giornata | Novara | 2 – 2 | Triestina |  |

| 23 dicembre 1979 13ª giornata | Triestina | 2 – 0 | Pergocrema |  |

| 6 gennaio 1980 14ª giornata | Triestina | 2 – 0 | Sant'Angelo |  |

| 13 gennaio 1980 15ª giornata | Casale | 2 – 0 | Triestina |  |

| 20 gennaio 1980 16ª giornata | Triestina | 0 – 0 | Piacenza |  |

| 27 gennaio 1980 17ª giornata | Lecco | 0 – 0 | Triestina |  |

#### Girone di ritorno
| 3 febbraio 1980 18ª giornata | Forlì | 0 – 0 | Triestina |  |

| 10 febbraio 1980 19ª giornata | Triestina | 1 – 0 | Alessandria |  |

| 17 febbraio 1980 20ª giornata | Fano | 0 – 0 | Triestina |  |

| 24 febbraio 1980 21ª giornata | Triestina | 1 – 0 | Biellese |  |

| 2 marzo 1980 22ª giornata | Reggiana | 1 – 1 | Triestina |  |

| 9 marzo 1980 23ª giornata | Triestina | 1 – 0 | Rimini |  |

| 16 marzo 1980 24ª giornata | Mantova | 0 – 0 | Triestina |  |

| 23 marzo 1980 25ª giornata | Treviso | 1 – 0 | Triestina |  |

| 30 marzo 1980 26ª giornata | Triestina | 0 – 0 | Varese |  |

| 13 aprile 1980 27ª giornata | Cremonese | 3 – 0 | Triestina |  |

| 20 aprile 1980 28ª giornata | Triestina | 0 – 1 | Sanremese |  |

| 27 aprile 1980 29ª giornata | Triestina | 2 – 1 | Novara |  |

| 11 maggio 1980 30ª giornata | Pergocrema | 1 – 0 | Triestina |  |

| 18 maggio 1980 31ª giornata | Sant'Angelo | 1 – 1 | Triestina |  |

| 25 maggio 1980 32ª giornata | Triestina | 1 – 0 | Casale |  |

| 1º giugno 1980 33ª giornata | Piacenza | 3 – 2 | Triestina |  |

| 8 giugno 1980 34ª giornata | Triestina | 2 – 0 | Lecco |  |

### Coppa Italia Semiprofessionisti

#### Fase eliminatoria a gironi
| 1ª giornata | Conegliano | 1 – 2 | Triestina |  |

| 2ª giornata | Pordenone | 0 – 0 | Triestina |  |

| 3ª giornata | Triestina | 4 – 0 | Conegliano |  |

| 4ª giornata | Triestina | 3 – 0 | Pordenone |  |

#### Sedicesimi di Finale
| Andata | Venezia | 2 – 0 | Triestina |  |

| Ritorno | Triestina | 2 – 1 | Venezia |  |

### Coppa Anglo-Italiana

#### Fase eliminatoria
| 2 aprile 1980 Ritorno | Triestina | 0 – 0 | Dulwich Hamlet |  |

| 5 aprile 1980 Ritorno | Triestina | 3 – 0 | Cambridge City |  |

| 30 aprile 1980 Ritorno | Sutton Utd | 2 – 0 | Triestina |  |

| 3 maggio 1980 Ritorno | Folkestone | 2 – 4 | Triestina |  |

#### Finale
| Arbitro: | Latzin |

|  |                      |  |
|  | Tiri di rigore 5 – 4 |  |

## Statistiche dei giocatori
| Giocatore       | Serie C1 | Serie C1 | Serie C1    | Serie C1   | Coppa Italia Semiprofessionisti | Coppa Italia Semiprofessionisti | Coppa Italia Semiprofessionisti | Coppa Italia Semiprofessionisti | Coppa Anglo-Italiana | Coppa Anglo-Italiana | Coppa Anglo-Italiana | Coppa Anglo-Italiana | Totale   | Totale | Totale      | Totale     |
| Giocatore       | Presenze | Reti     | Ammonizioni | Espulsioni | Presenze                        | Reti                            | Ammonizioni                     | Espulsioni                      | Presenze             | Reti                 | Ammonizioni          | Espulsioni           | Presenze | Reti   | Ammonizioni | Espulsioni |
| --------------- | -------- | -------- | ----------- | ---------- | ------------------------------- | ------------------------------- | ------------------------------- | ------------------------------- | -------------------- | -------------------- | -------------------- | -------------------- | -------- | ------ | ----------- | ---------- |
| L. Bartolini    | 32       | 0        | 0           | 0          | 0                               | 0                               | 0                               | 0                               | 0                    | 0                    | 0                    | 0                    | 32       | 0      | 0           | 0          |
| M. Carlo        | 4        | 0        | 0           | 0          | 0                               | 0                               | 0                               | 0                               | 0                    | 0                    | 0                    | 0                    | 4        | 0      | 0           | 0          |
| A. Coletta      | 29       | 10       | 0           | 0          | 0                               | 0                               | 0                               | 0                               | 0                    | 0                    | 0                    | 0                    | 29       | 10     | 0           | 0          |
| F. Franca       | 31       | 2        | 0           | 0          | 0                               | 0                               | 0                               | 0                               | 0                    | 0                    | 0                    | 0                    | 31       | 2      | 0           | 0          |
| N. Francini     | 5        | 0        | 0           | 0          | 0                               | 0                               | 0                               | 0                               | 0                    | 0                    | 0                    | 0                    | 5        | 0      | 0           | 0          |
| A. Geissa       | 5        | 0        | 0           | 0          | 0                               | 0                               | 0                               | 0                               | 0                    | 0                    | 0                    | 0                    | 5        | 0      | 0           | 0          |
| A. Giglio       | 26       | 1        | 0           | 0          | 0                               | 0                               | 0                               | 0                               | 0                    | 0                    | 0                    | 0                    | 26       | 1      | 0           | 0          |
| M. Grigollo     | 2        | 0        | 0           | 0          | 0                               | 0                               | 0                               | 0                               | 0                    | 0                    | 0                    | 0                    | 2        | 0      | 0           | 0          |
| R. Lenarduzzi   | 25       | 0        | 0           | 0          | 0                               | 0                               | 0                               | 0                               | 0                    | 0                    | 0                    | 0                    | 25       | 0      | 0           | 0          |
| A. Lucchetta    | 22       | 2        | 0           | 0          | 0                               | 0                               | 0                               | 0                               | 0                    | 0                    | 0                    | 0                    | 22       | 2      | 0           | 0          |
| G. Magnocavallo | 22       | 4        | 0           | 0          | 0                               | 0                               | 0                               | 0                               | 0                    | 0                    | 0                    | 0                    | 22       | 4      | 0           | 0          |
| G. Mascheroni   | 34       | 0        | 0           | 0          | 0                               | 0                               | 0                               | 0                               | 0                    | 0                    | 0                    | 0                    | 34       | 0      | 0           | 0          |
| A. Mitri        | 24       | 0        | 0           | 0          | 0                               | 0                               | 0                               | 0                               | 0                    | 0                    | 0                    | 0                    | 24       | 0      | 0           | 0          |
| A. Paina        | 11       | 0        | 0           | 0          | 0                               | 0                               | 0                               | 0                               | 0                    | 0                    | 0                    | 0                    | 11       | 0      | 0           | 0          |
| T. Panozzo      | 23       | 3        | 0           | 0          | 0                               | 0                               | 0                               | 0                               | 0                    | 0                    | 0                    | 0                    | 23       | 3      | 0           | 0          |
| R. Paolucci     | 1        | 0        | 0           | 0          | 0                               | 0                               | 0                               | 0                               | 0                    | 0                    | 0                    | 0                    | 1        | 0      | 0           | 0          |
| S. Politti      | 19       | 1        | 0           | 0          | 0                               | 0                               | 0                               | 0                               | 0                    | 0                    | 0                    | 0                    | 19       | 1      | 0           | 0          |
| M. Prevedini    | 29       | 0        | 0           | 0          | 0                               | 0                               | 0                               | 0                               | 0                    | 0                    | 0                    | 0                    | 29       | 0      | 0           | 0          |
| G. Quadrelli    | 26       | 1        | 0           | 0          | 0                               | 0                               | 0                               | 0                               | 0                    | 0                    | 0                    | 0                    | 26       | 1      | 0           | 0          |
| M. Scarel       | 6        | 1        | 0           | 0          | 0                               | 0                               | 0                               | 0                               | 0                    | 0                    | 0                    | 0                    | 6        | 1      | 0           | 0          |
| F. Schiraldi    | 29       | 2        | 0           | 0          | 0                               | 0                               | 0                               | 0                               | 0                    | 0                    | 0                    | 0                    | 29       | 2      | 0           | 0          |
| M. Strukelj     | 3        | 1        | 0           | 0          | 0                               | 0                               | 0                               | 0                               | 0                    | 0                    | 0                    | 0                    | 3        | 1      | 0           | 0          |
| E. Tomei        | 1        | 0        | 0           | 0          | 0                               | 0                               | 0                               | 0                               | 0                    | 0                    | 0                    | 0                    | 1        | 0      | 0           | 0          |